# 船岛教堂

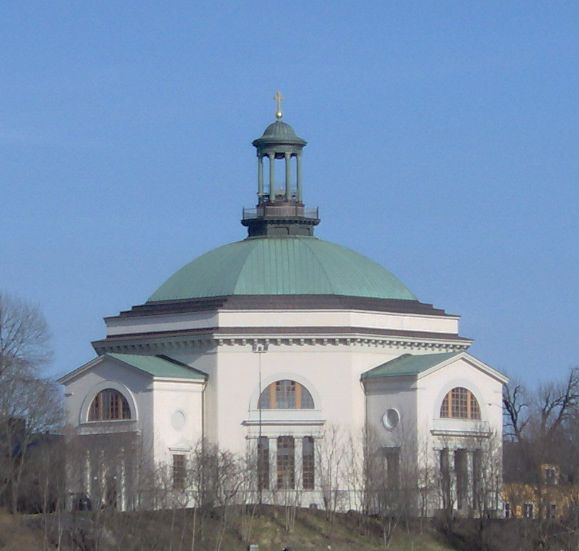
从斯德哥尔摩老城看船岛教堂

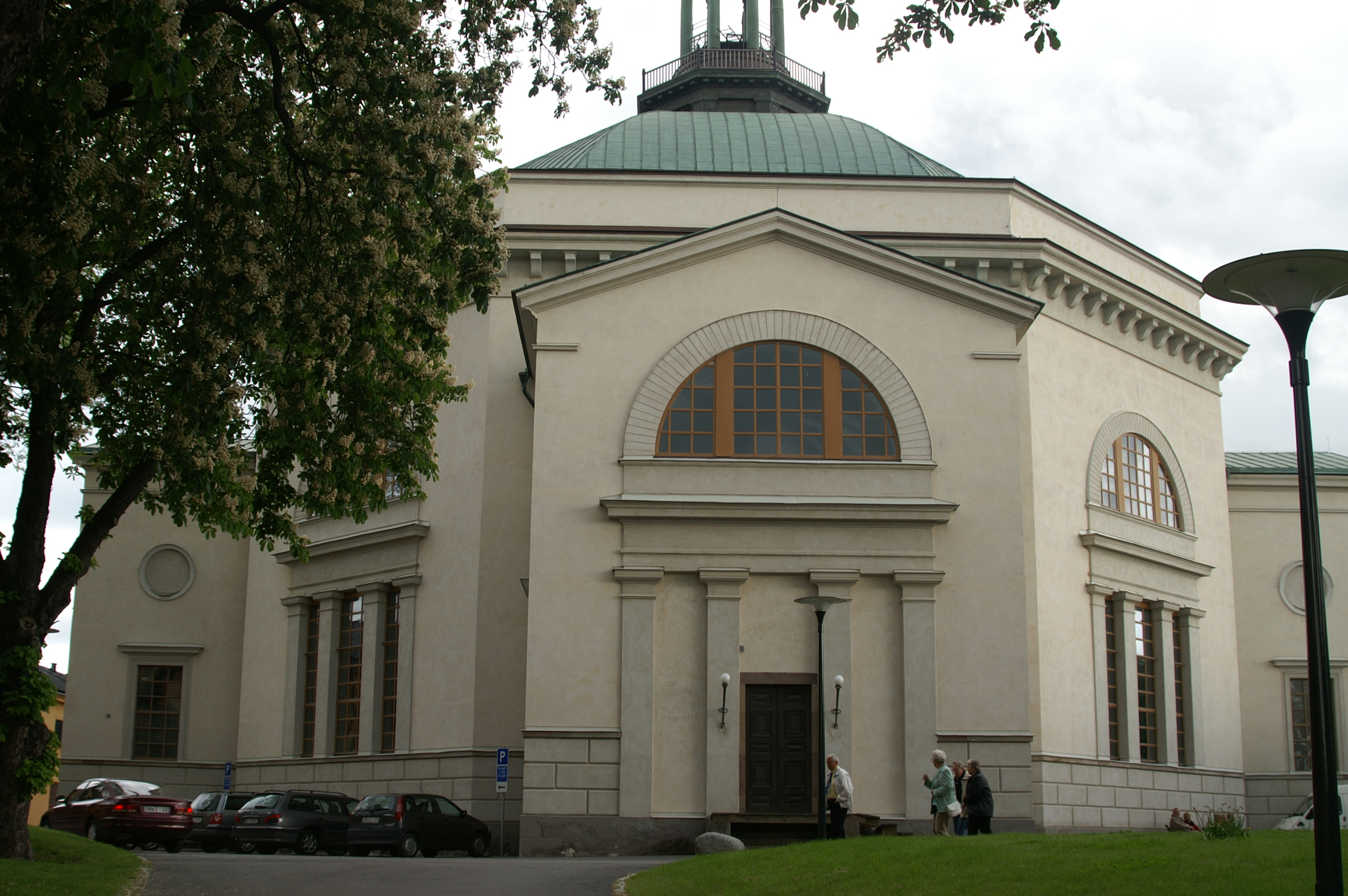
入口

船岛教堂（瑞典语：Skeppsholmskyrkan）位于瑞典斯德哥尔摩市中心的船岛，修建于1823-1849年，以取代布拉西岛（Blasieholmen）上在1822年毁于火灾的一座小型木结构教堂。由建筑师弗雷德里克·布洛姆设计，八角形新古典主义建筑，纯白色的墙壁，灵感来自罗马万神庙。瑞典国王卡尔十四世·约翰为其揭幕。
船岛堂区在1969年因海军搬迁到Muskö而撤销，船岛教堂也在2002年改为世俗用途。
2009年5月，这座建筑命名为埃里克·埃里克松音乐厅（Eric Ericsonhallen），由埃里克·埃里克松国际合唱中心管理。